# Alma (fiume della Crimea)
L'Alma (in russo e ucraino: Альма)
è un fiume della Crimea, in Ucraina, lungo 83 chilometri, che sfocia nel Mar Nero. 

## Storia
Nonostante la sua scarsa lunghezza e portata, riveste una notevole importanza dal punto di vista storico poiché vi si tenne la battaglia dell'Alma, durante la guerra di Crimea: qui il 20 settembre 1854 le truppe anglo-francesi batterono i russi comandati dal principe Menikov.
Il nome deriva dal tataro di Crimea e significa "mela": lungo il fiume vi sono infatti molti meleti.